# Antonino Fernández Rodríguez
Antonino Fernández Rodríguez (Cerezales del Condado, León; 13 de diciembre de 1917 - Ciudad de México, 31 de agosto de 2016) fue un empresario español.

## Biografía
Fue el undécimo de una familia de labradores de 13 hijos y estuvo casado durante casi sesenta años con Cinia González Díez.
En 1949 Antonino Fernández se trasladó a México, acompañado de su esposa, e inmediatamente comenzó a trabajar en la Cervecería Modelo bajo el ala del tío de su esposa, el español Pablo Díez, fundador del Grupo Modelo. Empezó su labor en la cervecería como empleado del almacén general y, a lo largo de sus primeros meses en México, desempeñó distintas labores en la empresa cervecera hasta que fue promovido al puesto de administrador general, desde el cual conoció las raíces y particularidades de la empresa.
Se dio a la tarea desde muy joven de comprender la vida empresarial e industrial en México. Durante los casi sesenta años de su trayectoria en Grupo Modelo, Antonino fue el responsable de realizar importantes innovaciones en la producción y organización. Se encargó, por ejemplo, de preparar y entrenar a jóvenes ingenieros mexicanos — que reclutó en las mejores universidades del país — para convertirlos en los maestros cerveceros de la compañía, en sustitución de los originales cerveceros alemanes que antes se habían encargado de la producción y elaboración de cerveza.
Además de la capacitación de estos jóvenes, realizó inversiones considerables en nuevos equipos y maquinaria y trabajó intensamente por la mejora de la calidad del producto. En 1958, Antonino coordinó la construcción de Cervecería Modelo de Guadalajara, que construyeron los maestros cerveceros que él había capacitado, con un resultado extraordinario. La cervecería de Guadalajara fue la tercera del Grupo, después de la Ciudad de México y la de Mazatlán, y a esta siguieron la construcción o adquisición de otras cuatro, culminando con la edificación de la planta de Zacatecas.
En 1971 fue nombrado presidente del Consejo de Administración y director general de Grupo Modelo. Continuó como director general de la empresa hasta 1997 y como presidente del Consejo de Administración hasta 2005. Desde entonces es presidente honorario vitalicio del Grupo.
Fue creador de varias empresas, entre las que destacan Nueva Fábrica Nacional de Vidrio, Cebadas y Maltas, Inamex de Cerveza y Malta, Compañía Cervecera del Trópico e Industria Vidriera del Potosí.

## Filantropía y reconocimientos
De forma paralela a su trayectoria dentro del Grupo, Antonino desarrolló una importante labor filantrópica en la que destaca el establecimiento en su León natal de Soltra, una empresa que se dedica a dar trabajo a jóvenes discapacitados, y que se ha replicado en México, en el estado de Puebla, en una empresa que honra el nombre de su esposa Cinia.
En su pueblo natal, Cerezales del Condado, fundó en el año 2009 la Fundación Cerezales Antonino y Cinia que tiene como misión el desarrollo del territorio a través de la cultura y la etnoeducación.
Antonino Fernández recibió varios reconocimientos a lo largo de su vida, incluidos medallas de honor y de mérito militar, y el rey Juan Carlos I de España le nombró caballero gran cruz de la Orden de Isabel la Católica. Además, fue denominado visitante distinguido y recibió insignias de varias ciudades en México y el mundo, y la medalla de honor del Casino Español y el Premio Tlamatini otorgado por la Universidad Iberoamericana, ambos en México.